# Roberto Nicco
Roberto Rolando (Robert) Nicco (Donnas, 26 marzo 1952) è uno storico e politico italiano, deputato dal 2006 al 2013.
Assessore regionale all'ambiente dal 1992 al 1993, consigliere regionale dal 1998 al 2003, è stato rieletto nel 2003 e nominato vice Presidente del Consiglio regionale della Valle d'Aosta.
Importanti le sue ricerche storiche sulla Resistenza in Valle d'Aosta e sull'Autonomia valdostana.
Nel 2006 è eletto alla Camera dei deputati nella circoscrizione XXVII (Valle d'Aosta), sostenuto dalla coalizione Autonomie Liberté Démocratie, e poi riconfermato nel 2008.